# Partido Nacional Arakan
O Partido Nacional Arakan (em birmanês : ရခိုင်အမျိုးသား ပါတီ; abreviado ANP), é um partido político em Myanmar (antiga Birmânia), que representa os interesses dos arracanês do estado de Arracão e da região de Yangon. O partido foi fundado em 13 de janeiro de 2014 e registrado com a comissão eleitoral em 6 de março do mesmo ano. O presidente do Partido Nacional Arakan é Aye Maung.

## História
Em 17 de junho de 2013, o Partido do Desenvolvimento da Nacionalidade Arracanês, liderado pelo Dr. Aye Maung e a Liga Arakan para a Democracia, liderada por Aye Thar Aung, assinaram um acordo para fundirem-se sob o nome de Partido Nacional Arakan, depois de mais de oito meses de negociações.
Na eleição legislativa geral de 2015, o partido conquistou 63 assentos nos estados de Arracão e Chin e nas regiões de Ayeyarwady e Yangon. O partido ganhou 10 assentos na Casa de Nacionalidades, 12 assentos na Câmara dos Representantes, 22 assentos no Rakhine Estado Hluttaw e um membro do partido tornou-se um ministro dos Negócios étnicos. Na Casa de Nacionalidades, o Partido Nacional Arakan possui a quarta maior bancada entre onze partidos representados, atrás somente da Liga Nacional pela Democracia, do Tatmadaw - que representa as Forças Armadas de Myanmar -  e da União pela Solidariedade e Desenvolvimento. Na Câmara dos Representantes, o Partido Nacional Arakan detém a quinta maior bancada entre quatorze partidos representados, superado apenas pela Liga Nacional pela Democracia, Tatmadaw, União pela Solidariedade e Desenvolvimento e pela Liga das Nacionalidades Shan para a Democracia, sendo que este último também representa os interesses de minorias, no caso, os Shan. Nas assembleias estaduais e regionais, o partido volta a ter a quinta maior representação, sendo superado pelos mesmos partidos da Câmara de Representantes.
O Partido Nacional Arakan está sediado em Sittwe, capital do estado de Arracão, na costa ocidental de Myanmar.